# 앨런 휴스턴
앨런 웨이드 휴스턴(영어: Allan Wade Houston, 1971년 4월 20일~)은 미국의 은퇴한 농구 선수로 선수 시절 포지션은 슈팅 가드이다. 전미 농구 협회(NBA)의 뉴욕 닉스에서 9시즌 동안 활약했으며, 올스타팀에 2회 선정되었다. 또한 미국 국가대표팀의 일원으로 2000년 하계 올림픽에서 금메달을 획득했다.
현재 뉴욕 닉스와 웨스트체스터 닉스의 단장을 맡고 있다.